# Morti nel 1779
| Questa pagina contiene informazioni ricavate automaticamente dalle voci biografiche con l'ausilio del template Bio e di un bot. L'aggiornamento è periodico e automatico e ricostruisce completamente la pagina. Se manca una persona in questa lista, sei pregato di non aggiungerla, ma accertati piuttosto che la sua voce biografica contenga il template Bio e che i dati anagrafici siano correttamente compilati. Se il template Bio manca, inseriscilo tu stesso o, in alternativa, metti l'avviso {{tmp\|Bio}} che ne segnala la mancanza. Se i dati riportati sono sbagliati, correggi direttamente la voce biografica; le modifiche saranno visibili in questa lista entro pochi giorni. Per chiarimenti vedi il progetto biografie. La lista contiene solo le 93 persone che sono citate nell'enciclopedia e per le quali è stato implementato correttamente il template Bio. Pagina aggiornata al 2 ago 2025. |

## Gennaio(5)
- 3 gennaio - Claude Bourgelat, chirurgo e veterinario francese (n. 1712)
- 12 gennaio - Andrea Gallandi, storico italiano (n. 1709)
- 20 gennaio - David Garrick, attore teatrale e drammaturgo inglese (n. 1717)
- 22 gennaio - Jeremiah Dixon, astronomo e inventore inglese (n. 1733)
- 26 gennaio - Thomas Hudson, pittore inglese (n. 1701)

## Febbraio(6)
- 3 febbraio - Louis de Jaucourt, medico e enciclopedista francese (n. 1704)
- 4 febbraio - John Hamilton Mortimer, pittore inglese (n. 1740)
- 7 febbraio - William Boyce, compositore e organista inglese (n. 1711)
- 14 febbraio - James Cook, esploratore, navigatore e cartografo britannico (n. 1728)
- 18 febbraio - Adam Friedrich von Seinsheim, vescovo cattolico tedesco (n. 1708)
- 27 febbraio - Johann Georg Sulzer, filosofo svizzero (n. 1720)

## Marzo(7)
- 1º marzo - Karim Khan, persiano (n. 1705)
- 7 marzo - Henry Howard, XII conte di Suffolk, nobile e politico inglese (n. 1739)
- 11 marzo - Louis-Constantin de Rohan, cardinale e vescovo cattolico francese (n. 1697)
- 17 marzo - Filippo Piccaluga, organaro italiano (n. 1719)
- 18 marzo - Ange Laurent de Lalive de Jully, banchiere, mecenate e disegnatore francese (n. 1725)
- 24 marzo - Girolamo Enrico Beltramini-Miazzi, vescovo cattolico italiano (n. 1738)
- 27 marzo - Mathieu-François Pidansat de Mairobert, scrittore e giornalista francese (n. 1707)

## Aprile(8)
- 1º aprile - William Stanhope, II conte di Harrington, nobile, politico e generale inglese (n. 1719)
- 6 aprile - Ernst Christoph Dressler, compositore e tenore tedesco (n. 1734)
- 6 aprile - Tommaso Traetta, compositore italiano (n. 1727)
- 7 aprile - Carlo Luigi Caissotti, politico italiano (n. 1694)
- 9 aprile - Antonio María de Bucareli y Ursúa, ufficiale spagnolo (n. 1717)
- 11 aprile - Joseph de Jussieu, botanico francese (n. 1704)
- 22 aprile - Pietro Antonio Danieletti, scultore italiano (n. 1712)
- 24 aprile - Eleazar Wheelock, pastore protestante, educatore e filantropo statunitense (n. 1711)

## Maggio(5)
- 13 maggio - Enrico XXIV di Reuss-Ebersdorf, conte (n. 1724)
- 22 maggio - Jean-Baptiste Dehesse, danzatore e coreografo francese (n. 1705)
- 27 maggio - Sigismondo IV Gonzaga, marchese (n. 1702)
- 29 maggio - John Manners, III duca di Rutland, politico inglese (n. 1696)
- 30 maggio - Johann Friedrich Hahn, poeta tedesco (n. 1753)

## Giugno(6)
- 3 giugno - Donato II Silva, nobile, letterato e mecenate italiano (n. 1690)
- 7 giugno - William Warburton, scrittore, critico letterario e vescovo anglicano inglese (n. 1698)
- 7 giugno - Filippo Giuseppe di Salm-Kyrburg, principe (n. 1709)
- 16 giugno - Francis Bernard, dirigente pubblico britannico (n. 1712)
- 20 giugno - Alessandro Ruspoli, II principe di Cerveteri, principe, politico e diplomatico italiano (n. 1708)
- 29 giugno - Anton Raphael Mengs, pittore, storico dell'arte e critico d'arte tedesco (n. 1728)

## Luglio(4)
- 2 luglio - Luigi Crespi, pittore e storico dell'arte italiano (n. 1708)
- 8 luglio - Robert Bertie, IV duca di Ancaster e Kesteven, nobile e militare britannico (n. 1756)
- 12 luglio - Jacob Jonas Björnståhl, orientalista e viaggiatore svedese (n. 1731)
- 18 luglio - Luisa Bergalli, scrittrice, librettista e poetessa italiana (n. 1703)

## Agosto(3)
- 10 agosto - Henry Howard, XIII conte di Suffolk, nobile britannico (n. 1779)
- 17 agosto - Samuel e Nathaniel Buck, incisore britannico (n. 1696)
- 24 agosto - Cosma d'Etolia, religioso, teologo e santo greco

## Settembre(8)
- 2 settembre - Giovanni Fortunato Bianchini, medico italiano (n. 1719)
- 5 settembre - Giuseppe Cerini, letterato e giurista italiano (n. 1738)
- 11 settembre - Johann Gottfried Knöffler, scultore tedesco (n. 1715)
- 12 settembre - Richard Grenville-Temple, II conte Temple, politico britannico (n. 1711)
- 14 settembre - Antonio Pichler, incisore italiano (n. 1697)
- 25 settembre - Ekaterina Andreevna Ušakova, nobildonna russa (n. 1715)
- 26 settembre - Étienne Lauréault de Foncemagne, scrittore e religioso francese (n. 1694)
- 30 settembre - Diego José Abad, poeta, scrittore e teologo messicano (n. 1727)

## Ottobre(6)
- 2 ottobre - Lorenzo Onofrio Colonna, XI principe di Paliano, principe italiano (n. 1723)
- 5 ottobre - André Le Breton, tipografo e editore francese (n. 1708)
- 5 ottobre - Giuseppe Vincentini, arcivescovo cattolico, funzionario e diplomatico italiano (n. 1717)
- 11 ottobre - Francesco D'Adda, nobile e politico italiano (n. 1726)
- 11 ottobre - Kazimierz Pułaski, generale polacco (n. 1745)
- 26 ottobre - Antonio Barbiano di Belgiojoso, nobile e militare italiano (n. 1693)

## Novembre(7)
- 10 novembre - Joseph Hewes, politico statunitense (n. 1730)
- 16 novembre - Thomas Chippendale, ebanista e designer inglese (n. 1718)
- 16 novembre - Pehr Kalm, naturalista, botanico e esploratore svedese (n. 1716)
- 25 novembre - Dom Bedos de Celles, monaco cristiano, organaro e organista francese (n. 1709)
- 27 novembre - Josse Boutmy, compositore, organista e clavicembalista belga (n. 1697)
- 27 novembre - Gioacchino Martorana, pittore italiano (n. 1735)
- 28 novembre - Wilhelm Sebastian von Belling, generale prussiano (n. 1719)

## Dicembre(9)
- 6 dicembre - Jean-Baptiste-Siméon Chardin, pittore francese (n. 1699)
- 7 dicembre - Serafino II di Costantinopoli, arcivescovo ortodosso ottomano
- 11 dicembre - Alessandro Albani, militare, cardinale e mecenate italiano (n. 1692)
- 14 dicembre - Andrea Barbiani, pittore italiano (n. 1708)
- 16 dicembre - Go-Momozono, imperatore giapponese (n. 1758)
- 20 dicembre - Cesare Orlandi, scrittore e storico italiano (n. 1734)
- 26 dicembre - Thomas Hope, banchiere olandese (n. 1704)
- 28 dicembre - Gennaro Manna, compositore italiano (n. 1715)
- 31 dicembre - Pietro Valguarnera, nobile, militare e politico italiano (n. 1694)

## Senza giorno specificato(19)
- Abol Fath Khan, sovrano persiano (n. 1755)
- Domenico Annibali, contraltista italiano (n. 1705)
- Giuseppe Carcani, compositore e organista italiano (n. 1703)
- Charles Clerke, esploratore britannico (n. 1741)
- Antonio Ferradini, compositore italiano
- Evangelista Ferrari, pittore e architetto italiano (n. 1740)
- Maria Cecilia Guardi, modella italiana (n. 1702)
- Miyagawa Isshō, pittore giapponese (n. 1689)
- Antonio Matani, scienziato e filosofo italiano (n. 1730)
- Mohammad Ali Khan, sovrano persiano
- Corbyn Morris, matematico britannico (n. 1710)
- Jón Ólafsson da Grunnavík, letterato islandese (n. 1705)
- Nicolò Palma, architetto italiano (n. 1694)
- Richard Pickersgill, ufficiale britannico (n. 1749)
- Ignazio Secondo Radicati di Cocconato e Celle, nobile e matematico italiano (n. 1717)
- Joseph Charles Roëttiers, medaglista francese (n. 1691)
- Gaetano Susali, scultore italiano (n. 1697)
- Donato Teodoro, pittore italiano
- Heinrich Leopold Wagner, drammaturgo tedesco (n. 1747)